# Kira Marie Peter-Hansen

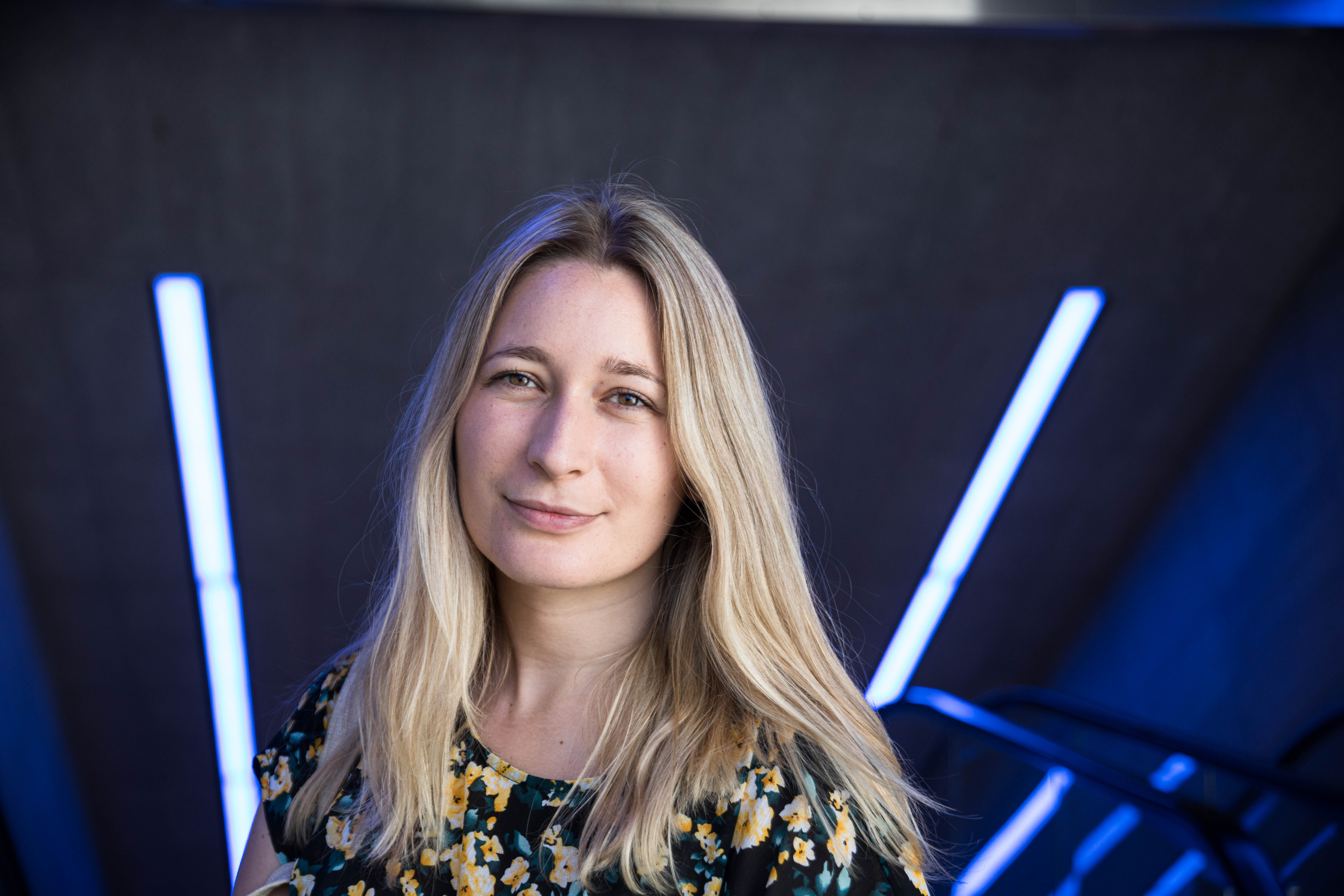
Kira Marie Peter-Hansen (2020)

Kira Marie Peter-Hansen (* 23. Februar 1998 in Frederiksberg) ist eine dänische Politikerin (SF). Seit der Europawahl 2019 ist sie Mitglied des Europäischen Parlaments als Teil der Grünen-EFA-Fraktion. Bei der Europawahl 2024 trat sie als Spitzenkandidatin ihrer Partei an und konnte ihr Mandat verteidigen.

## Leben

### Ausbildung
Nach ihrem Schulbesuch an einer internationalen Schule begann Peter-Hansen, Wirtschaftswissenschaften an der Universität Kopenhagen zu studieren.

### Politische Karriere
Seit 2015 engagiert sich Peter-Hansen in der Socialistisk Folkeparti. 2018 wurde sie innerhalb der Partei gefragt, ob sie entweder für die Wahlen zum Europaparlament oder zum Folketing (beide 2019) kandidieren würde. Peter-Hansen entschied sich für die Europawahlen und kandidierte für die SF auf Platz 3, nach Margrete Auken und Karsten Hønge. Bei den Wahlen gewann die SF 13,2 Prozent und damit 2 der 14 dänischen Mandate im Europaparlament. Nachdem Karsten Hønge seinen Mandatsverzicht erklärte, um bei den Folketing-Wahlen kandidieren zu können, nahm Peter-Hansen ihr Mandat an, die darüber hinaus 15.765 Vorzugsstimmen erhielt. Mit – am Wahltag – 21 Jahren, 3 Monaten und 3 Tagen ist sie die jüngste jemals gewählte Abgeordnete des Europaparlaments; zahlreiche Medien berichteten darüber.
Nach eigenen Angaben möchte sich Peter-Hansen im Europaparlament besonders für Klimaschutz und LGBT-Rechte einsetzen. Für ihre Fraktion ist sie Mitglied im Ausschuss für Beschäftigung und soziale Angelegenheiten sowie stellvertretendes Mitglied im Ausschuss für Wirtschaft und Währung.
Für die Europawahl 2024 nominierte die SF Peter-Hansen als Spitzenkandidatin. Die Partei erhielt mit 17,4 Prozent die meisten Stimmen und damit drei Mandate, sodass Peter-Hansen ihr Mandat verteidigen konnte. Wie in der Wahlperiode zuvor, trat sie gemeinsam mit den anderen beiden SF-Abgeordneten Rasmus Nordqvist und Villy Søvndal der Fraktion Die Grünen/Europäische Freie Allianz bei. Die Fraktionsmitglieder wählten sie zu einer der stellvertretenden Fraktionsvorsitzenden und Schatzmeisterin der Fraktion.

### Privat
Kira Marie Peter-Hansen lebt in Kopenhagen-Nørrebro.